# Rock Out with Your Socks Out Tour
Rock Out with Your Socks Out Tour fue la primera gira musical de la banda australiana 5 Seconds of Summer durante 2014 y  2015 realizada para promocionar su primer álbum de estudio 5 Seconds of Summer, el cual lleva el mismo nombre que el grupo. Recorrió varios países de Europa, Oceanía y Norteamérica, incluyendo un concierto en Asia como parte de su pre-tour. Ya que esta era la primera vez que se embarcaban en un tour como artistas principales, decidieron dar una serie de conciertos como preparación antes de iniciar oficialmente con la gira. El pre-tour comenzó el 13 de noviembre de 2014 en Phoenix, Arizona, continuó en Los Ángeles, California el 15 y 16 del mismo mes, y concluyó el 25 de febrero de 2015 en Tokio, Japón.
La gira se compone de 70 conciertos en total, divididos en tres etapas. Dieron inicio a la primera etapa en Europa el 4 de mayo de 2015 específicamente en Lisboa, Portugal y perduró hasta el mes de junio finalizando en Londres, Inglaterra. Posteriormente se trasladaron a la segunda etapa en Oceanía que inició el 18 de junio en Auckland, Nueva Zelanda y culminó el 29 del mismo mes en Perth, Australia. La última etapa se llevó a cabo en el segundo semestre de 2015 en Norteamérica; durante julio, agosto y septiembre respectivamente. Comenzó el 17 de julio en Las Vegas, Nevada y finalizó el 13 de septiembre en West Palm Beach, Florida, siendo el período más extenso que tuvo la gira.
Antes de la atracción principal, estuvieron como teloneros The Veronicas, Hey Violet y State Champs. El repertorio está conformado en su mayoría por las pistas de 5 Seconds of Summer; a excepción de «Out Of My Limit», «Disconnected», «Rejects», «Heartache on the Big Screen», «Wrapped Around Your Finger», «American Idiot» y «What I Like About You», que pertenecen a varios de sus EPs. También interpretaron «Permanent Vacation», una nueva canción que forma parte de su próximo álbum, asimismo al iniciar la etapa norteamericana añadieron su nuevo sencillo «She's Kinda Hot».

## Desarrollo

### Antecedentes
El 7 de julio de 2014 anunciaron en su página oficial las fechas para el Reino Unido y Europa, detallando que los boletos estarían disponibles el miércoles 11 de julio, con excepciones en Madrid y Belfast, donde se realizaría una semana después. Así mismo confirmaron que pasarían por Australia y Nueva Zelanda, publicando que irían por ciudades como Adelaide, Perth, Melbourne, Brisbane y su natal Sídney, la información sobre los boletos sería enviada a los que estuvieran suscritos por correo electrónico. Posteriormente, revelaron el 30 de julio que la gira se extendería por varios lugares de Estados Unidos y Canadá, anunciando que la preventa sería el 9 de agosto, un mes después añadieron fechas en Chicago, Concord y Wantagh, informando que los boletos estarían disponibles a partir del mismo día.

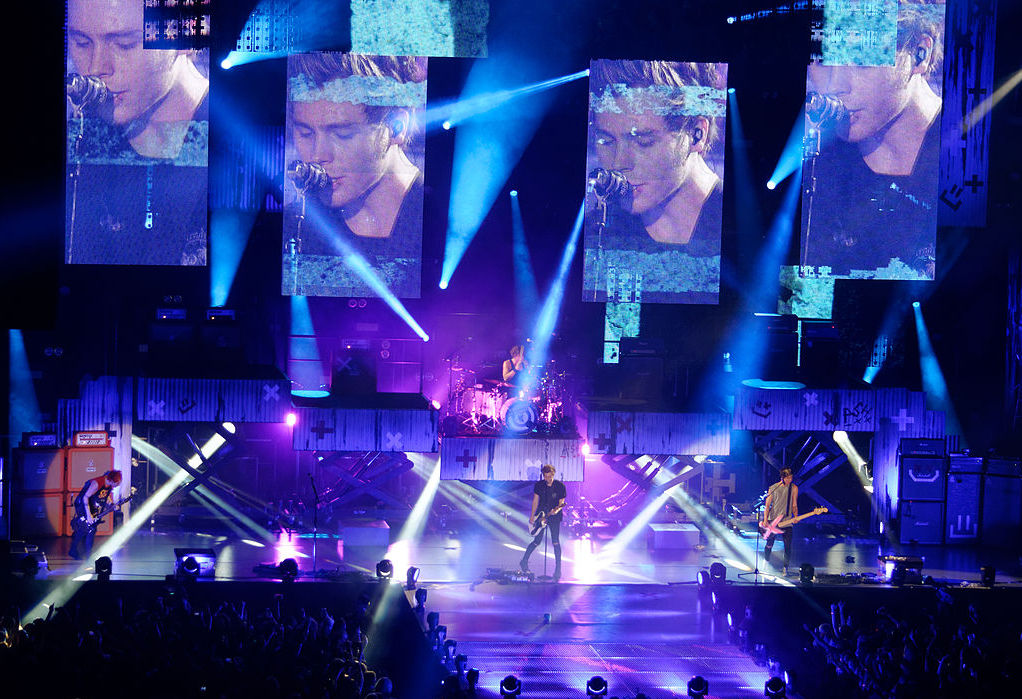
Presentación de 5 Seconds of Summer el 15 de noviembre de 2014 en The Forum, Inglewood, California

En una entrevista con MTV News en los iHeart Radio Music Awards comentaron sobre cómo se sentían con respecto a la gira y sus expectativas para la misma, Luke Hemmings manifestó: Es nuestra primera gira lo cual es asombroso, jamás pensé que sucedería, después Michael Clifford añadió que sentía como si fuera ayer que tocaban para 300 personas. Así mismo dijeron haberse involucrado mucho en el proceso de organización de la gira y de cómo querían que fuera cada show.
Por último Ashton Irwin comentó:

Creo que es una sorpresa que en realidad lo hicimos hasta un nivel donde podemos ir de gira alrededor del mundo. Para nosotros eso es genial y con suerte también para las fanáticas. Solamente queremos hacer un concierto al que quieran regresar y ver en los próximos años, porque queremos hacer esto por tanto tiempo como podamos. Lo amamos.

Antes de comenzar la gira oficialmente, realizaron algunos conciertos como preparación previa. El 22 de julio anunciaron que su primer espectáculo sería en Inglewood, California, en The Forum, manifestando estar muy emocionados al respecto. Los boletos estarían disponibles el sábado 26 del mismo mes y el resto sería puesto en línea al día siguiente en Ticketmaster, también anunciaron que ofrecerían pulseras a los que asistieran primero y mercancía de edición limitada. El 4 de agosto confirmaron que realizarían otro concierto en The Forum el 16 de noviembre debido a que las entradas se agotaron en 45 minutos, la preventa para el mismo sería cinco días después. Su acto de apertura para las dos presentaciones, además de un concierto en Phoenix, Arizona, serían The Veronicas según lo anunciaron en su página oficial.
Después de un descanso, informaron que la nueva fecha para su presentación en Japón sería el 25 de febrero de 2015 en Akasaka Blitz (Minato), además de que acompañarían a One Direction en su On the Road Again Tour como acto de apertura.

### Promoción
El 2 de mayo, anunciaron que han estado trabajando con sus diseñadores favoritos para crear una edición limitada de pósteres para su gira ROWYSO, cada uno estaría numerado y únicamente habría cien de ellos disponibles por cada concierto. Un día antes de la presentación darían a conocer el póster respectivo dependiendo de la ciudad. Algunos de los diseñadores que colaboraron con la banda en la elaboración de los pósteres sonː Tom Gordon, Rodney "Vertebrae33" Githens, Jack Woodward, Naomi Bradshaw, Martin Cimek, Chris White y Matt Saunders.
En una entrevista con MTV News, algunos de ellos comentaron sobre el proceso creativo y significado de cada trabajo. 
Tom Gordon comentó que disfruta trabajar con ellos porque parecen compartir la misma visión. Específicamente dijo:

Creo que los chicos están más en la imagen punk rock, mientras que una gran porción de sus fanáticos están en el concepto principal con el que la banda comenzó. Es un proceso realmente divertido del cual ser parte y se toma en cuenta mucho la libertad creativamente.

Así mismo Rodney Githens manifestó que aunque su trabajo tiende a ser muy oscuro, quería que el póster fuera un poco distinto ya que la banda tiene influencias punk y un estilo pop. Además, para promocionar su gira han puesto a la venta en su página web mercancía exclusiva y se han unido con la empresa Nabisco, siendo este el principal patrocinador de la etapa norteamericana del tour, centrándose en Estados Unidos.

## Lista de canciones
| - Europa/Oceanía 1. «End Up Here» 2. «Out Of My Limit» 3. «Heartbreak Girl» 4. «Voodoo Doll» 5. «Permanent Vacation» 6. «Don't Stop» 7. «Disconnected» 8. «Amnesia» 9. «Beside You» 10. «Long Way Home» 11. «Rejects» 12. «Heartache on the Big Screen» 13. «Wrapped Around Your Finger» 14. «Everything I Didn't Say» 15. «American Idiot» 16. «Kiss Me Kiss Me» 17. «She Looks So Perfect» Encore 1. «Good Girls» 2. «What I Like About You» | - Norteamérica 1. «End Up Here» 2. «Out Of My Limit» 3. «Voodoo Doll» 4. «Permanent Vacation» 5. «Don't Stop» 6. «Disconnected» 7. «Amnesia» 8. «Beside You» 9. «Long Way Home» 10. «Rejects» 11. «Heartache on the Big Screen» 12. «Wrapped Around Your Finger» 13. «Everything I Didn't Say» 14. «Jet Black Heart» 15. «American Idiot» 16. «Kiss Me Kiss Me» 17. «She's Kinda Hot» 18. «She Looks So Perfect» Encore 1. «Good Girls» 2. «What I Like About You» |

| Radio 1's Big Weekend |
| --- |
| Lista de canciones adaptadas al sitio BBC. 1. «End Up Here» 2. «Don't Stop» 3. «Good Girls» 4. «Amnesia» 5. «What I Like About You» 6. «She Looks So Perfect» |

Notas
- Cantaron «Pizza» durante los shows realizados en Madrid, Turín, Zúrich, Munich, Oslo, Las Vegas, Irvine y en su segundo concierto en Birmingham.
- Cantaron una canción llamada «Berlin Sausage» durante el concierto en Berlín el 16 de mayo.
- Durante el concierto en Londres el 13 de junio, el guitarrista Michael Clifford sufrió un accidente debido a la pirotecnia usada en el show mientras interpretaba «She Looks So Perfect», como resultado presentó quemaduras de primer grado en el lado izquierdo de su rostro. A causa de este imprevisto no pudieron continuar con el encore y dieron por finalizada la presentación.[21]
- El 20 de julio, durante el concierto en Irvine interpretaron la canción «Girls & Boys» de la banda Good Charlotte junto con Benji y Joel Madden.[22]
- Cantaron una canción llamada «Hot Dog» durante el concierto en Irvine.
- Cantaron una canción llamada «Sleepless in Seattle» durante el concierto en Seattle el 24 de julio.
- Cantaron una canción llamada «Winnipeg Rhymes with Guinea Pig» durante el concierto en Winnipeg el 29 de julio.
- Cantaron una canción llamada «Howdy y'all» durante el concierto en Dallas el 7 de agosto.

## Fechas de la gira
| Fecha                    | Ciudad           | País           | Recinto                              | Actos de apertura | Entradas vendidas / Disponibles | Recaudación   |
| ------------------------ | ---------------- | -------------- | ------------------------------------ | ----------------- | ------------------------------- | ------------- |
| Europa                   |                  |                |                                      |                   |                                 |               |
| 4 de mayo de 2015        | Lisboa           | Portugal       | MEO Arena                            | Hey Violet        | 8535 / 8535 (100%)              | $353 500      |
| 6 de mayo de 2015        | Madrid           | España         | Barclaycard Center                   | Hey Violet        | 8407 / 8407 (100%)              | $338 399      |
| 8 de mayo de 2015        | Turín            | Italia         | Torino Palasport Olimpico            | Hey Violet        | 8838 / 8838 (100%)              | $350 913      |
| 9 de mayo de 2015        | Milán            | Italia         | Mediolanum Forum                     | Hey Violet        | 9163 / 9163 (100%)              | $341 328      |
| 10 de mayo de 2015       | Zúrich           | Suiza          | Hallenstadion                        | Hey Violet        | 7131 / 7182 (99.3%)             | $538 166      |
| 12 de mayo de 2015       | Copenhague       | Dinamarca      | Forum Copenhague                     | Hey Violet        | 6945 / 6945 (100%)              | $402 202      |
| 13 de mayo de 2015       | Estocolmo        | Suecia         | Ericsson Globe                       | Hey Violet        | 10 751 / 10 751 (100%)          | $518 774      |
| 14 de mayo de 2015       | Oslo             | Noruega        | Spektrum                             | Hey Violet        | 6779 / 6779 (100%)              | $359 240      |
| 16 de mayo de 2015       | Berlín           | Alemania       | O2 World                             | Hey Violet        | 9781 / 11 702 (83.5%)           | $413 154      |
| 17 de mayo de 2015       | Munich           | Alemania       | Olympiahalle                         | Hey Violet        | 8219 / 8219 (100%)              | $365 183      |
| 18 de mayo de 2015       | Oberhausen       | Alemania       | Köenig Pilsener Arena                | Hey Violet        | 9672 / 9672 (100%)              | $443 242      |
| 20 de mayo de 2015       | Ámsterdam        | Países Bajos   | Ziggo Dome                           | Hey Violet        | 11 861 / 11 861 (100%)          | $495 137      |
| 21 de mayo de 2015       | Bruselas         | Bélgica        | Palais 12                            | Hey Violet        | 8384 / 8384 (100%)              | $383 957      |
| 22 de mayo de 2015       | París            | Francia        | Zénith de Paris                      | Hey Violet        | 5436 / 5436 (100%)              | $231 016      |
| 23 de mayo de 2015       | Norwich          | Reino Unido    | Earlham Park                         | No disponible     | No disponible                   | No disponible |
| 28 de mayo de 2015       | Dublín           | Irlanda        | 3Arena                               | Hey Violet        | 18 560 / 18 560 (100%)          | $805 739      |
| 29 de mayo de 2015       | Dublín           | Irlanda        | 3Arena                               | Hey Violet        | 18 560 / 18 560 (100%)          | $805 739      |
| 30 de mayo de 2015       | Belfast          | Irlanda        | Odyssey Arena                        | Hey Violet        | 8183 / 8183 (100%)              | $396 985      |
| 1 de junio de 2015       | Glasgow          | Reino Unido    | The SSE Hydro                        | Hey Violet        | 11 108 / 11 108 (100%)          | $571 889      |
| 2 de junio de 2015       | Newcastle        | Reino Unido    | Metro Radio Arena                    | Hey Violet        | 9153 / 9153 (100%)              | $478 250      |
| 3 de junio de 2015       | Leeds            | Reino Unido    | First Direct Arena                   | Hey Violet        | 11 053 / 11 053 (100%)          | $572 733      |
| 5 de junio de 2015       | Birmingham       | Reino Unido    | Barclaycard Arena                    | Hey Violet        | 24 565 / 24 565 (100%)          | $1 272 940    |
| 6 de junio de 2015       | Birmingham       | Reino Unido    | Barclaycard Arena                    | Hey Violet        | 24 565 / 24 565 (100%)          | $1 272 940    |
| 7 de junio de 2015       | Cardiff          | Reino Unido    | Motorpoint Arena                     | Hey Violet        | 4266 / 4266 (100%)              | $239 189      |
| 9 de junio de 2015       | Mánchester       | Reino Unido    | Phones 4u Arena                      | Hey Violet        | 13 239 / 13 239 (100%)          | $683 245      |
| 10 de junio de 2015      | Liverpool        | Reino Unido    | Echo Arena                           | Hey Violet        | 9152 / 9152 (100%)              | $481 660      |
| 12 de junio de 2015      | Londres          | Reino Unido    | The SSE Arena Wembley                | Hey Violet        | 31 211 / 31 211 (100%)          | $1 662 460    |
| 13 de junio de 2015      | Londres          | Reino Unido    | The SSE Arena Wembley                | Hey Violet        | 31 211 / 31 211 (100%)          | $1 662 460    |
| 14 de junio de 2015      | Londres          | Reino Unido    | The SSE Arena Wembley                | Hey Violet        | 31 211 / 31 211 (100%)          | $1 662 460    |
| Oceanía                  |                  |                |                                      |                   |                                 |               |
| 18 de junio de 2015      | Auckland         | Nueva Zelanda  | Vector Arena                         | State Champs      | 8675 / 8675 (100%)              | $488 584      |
| 20 de junio de 2015      | Sídney           | Australia      | Allphones Arena                      | State Champs      | 13 128 / 13 128 (100%)          | $806 856      |
| 23 de junio de 2015      | Brisbane         | Australia      | Brisbane Entertainment Centre        | State Champs      | 9340 / 9340 (100%)              | $573 459      |
| 25 de junio de 2015      | Melbourne        | Australia      | Rod Laver Arena                      | State Champs      | 11 259 / 11 259 (100%)          | $714 987      |
| 27 de junio de 2015      | Adelaida         | Australia      | Adelaide Entertainment Centre        | State Champs      | 7508 / 7508 (100%)              | $469 699      |
| 29 de junio de 2015      | Perth            | Australia      | Perth Arena                          | State Champs      | 9842 / 9842 (100%)              | $600 988      |
| Norte América            |                  |                |                                      |                   |                                 |               |
| 17 de julio de 2015      | Las Vegas        | Estados Unidos | Mandalay Bay Events Center           | Hey Violet        | 8359 / 8452 (98.8%)             | $660 082      |
| 18 de julio de 2015      | Chula Vista      | Estados Unidos | Sleep Train Amphitheatre             | Hey Violet        | 11 068 / 19 406 (57%)           | $520 569      |
| 20 de julio de 2015      | Irvine           | Estados Unidos | Verizon Wireless Amphitheatre        | Hey Violet        | 14 737 / 14 823 (99.4%)         | $488 584      |
| 21 de julio de 2015      | Concord          | Estados Unidos | Concord Pavilion                     | Hey Violet        | 10 378 / 12 331 (84.1%)         | $435 178      |
| 22 de julio de 2015      | Mountain View    | Estados Unidos | Shoreline Amphitheatre               | Hey Violet        | 15 642 / 22 000 (71.1%)         | $475 024      |
| 24 de julio de 2015      | Seattle          | Estados Unidos | Key Arena                            | Hey Violet        | 11 395 / 11 813 (96,5%)         | $638 574      |
| 25 de julio de 2015      | Vancouver        | Canadá         | Pepsi Live At Rogers Arena           | Hey Violet        | 9933 / 13 326 (74.5%)           | $531 734      |
| 27 de julio de 2015      | Edmonton         | Canadá         | Rexall Place                         | Hey Violet        | 11 407 / 12 418 (91.8%)         | $604 177      |
| 29 de julio de 2015      | Winnipeg         | Canadá         | MTS Centre                           | Hey Violet        | 7740 / 11 186 (69.1%)           | $391 835      |
| 31 de julio de 2015      | St Paul          | Estados Unidos | Xcel Energy Center                   | Hey Violet        | 13 626 / 14 205 (95.9%)         | $798 934      |
| 1 de agosto de 2015      | Tinley Park      | Estados Unidos | First Midwest Bank Amphitheatre      | Hey Violet        | 30 609 / 57 092 (53.6%)         | $1 252 026    |
| 2 de agosto de 2015      | Tinley Park      | Estados Unidos | First Midwest Bank Amphitheatre      | Hey Violet        | 30 609 / 57 092 (53.6%)         | $1 252 026    |
| 4 de agosto de 2015      | Louisville       | Estados Unidos | KFC YUM! Center                      | Hey Violet        | 13 120 / 15 284 (85.8%)         | $743 678      |
| 5 de agosto de 2015      | Atlanta          | Estados Unidos | Aaron's Amphitheatre                 | Hey Violet        | 17 214 / 18 644 (92.3%)         | $642 400      |
| 7 de agosto de 2015      | Dallas           | Estados Unidos | Gexa Energy Pavilion                 | Hey Violet        | 20 340 / 20 382 (99.7%)         | $802 041      |
| 8 de agosto de 2015      | Houston          | Estados Unidos | Cynthia Woods Mitchell Pavilion      | Hey Violet        | 16 416 / 16 416 (100%)          | $677 821      |
| 19 de agosto de 2015     | Detroit          | Estados Unidos | The Palace Of Auburn Hills           | Hey Violet        | 13 206 / 13 361 (98.8%)         | $769 481      |
| 21 de agosto de 2015     | Cleveland        | Estados Unidos | Quicken Loans Arena                  | Hey Violet        | 12 345 / 14 075 (87.7%)         | $438 488      |
| 22 de agosto de 2015     | Indianapolis     | Estados Unidos | Klipsch Music Center                 | Hey Violet        | 14 810 / 23 348 (63.4%)         | $438 488      |
| 23 de agosto de 2015     | Burgettstown     | Estados Unidos | First Niagara Pavilion               | Hey Violet        | 10 879 / 22 945 (47.4%)         | $404 540      |
| 25 de agosto de 2015     | Toronto          | Canadá         | Molson Canadian Amphitheatre         | Hey Violet        | 15 686 / 15 741 (99.6%)         | $587 361      |
| 26 de agosto de 2015     | Saratoga Springs | Estados Unidos | Saratoga Performing Arts Center      | Hey Violet        | 8907 / 24 993 (35.6%)           | $402 873      |
| 28 de agosto de 2015     | Mansfield        | Estados Unidos | Xfinity Center                       | Hey Violet        | 19 183 / 19 647 (97.6%)         | $766 110      |
| 29 de agosto de 2015     | Hershey          | Estados Unidos | Hershey Park Stadium                 | Hey Violet        | 22 151 / 24 077 (92%)           | $1 124 163    |
| 30 de agosto de 2015     | Holmdel          | Estados Unidos | PNC Bank Arts Center                 | Hey Violet        | 16 808 / 16 808 (100%)          | $656 630      |
| 1 de septiembre de 2015  | Wantagh          | Estados Unidos | Nikon At Jones Beach Theatre         | Hey Violet        | 22 750 / 27 405 (83%)           | $1 446 727    |
| 2 de septiembre de 2015  | Wantagh          | Estados Unidos | Nikon At Jones Beach Theatre         | Hey Violet        | 22 750 / 27 405 (83%)           | $1 446 727    |
| 4 de septiembre de 2015  | Camden           | Estados Unidos | Susquehanna Bank Center              | Hey Violet        | 13 180 / 24 581 (53.6%)         | $522 884      |
| 5 de septiembre de 2015  | Hartford         | Estados Unidos | The Xfinity Theatre                  | Hey Violet        | 11 917 / 23 922 (49.8%)         | $458 585      |
| 6 de septiembre de 2015  | Bristow          | Estados Unidos | Jiffy Lube Live                      | Hey Violet        | 13 141 / 22 368 (58.7%)         | $666 552      |
| 7 de septiembre de 2015  | Virginia Beach   | Estados Unidos | Farm Bureau Live                     | Hey Violet        | 7127 / 19 943 (35.7%)           | $309 204      |
| 9 de septiembre de 2015  | Charlotte        | Estados Unidos | PNC Music Pavilion                   | Hey Violet        | 11 739 / 18 441 (63.7%)         | $513 631      |
| 10 de septiembre de 2015 | Raleigh          | Estados Unidos | Walnut Creek Amphitheatre            | Hey Violet        | 8806 / 19 836 (44.4%)           | $296 743      |
| 12 de septiembre de 2015 | Tampa            | Estados Unidos | MidFlorida Credit Union Amphitheatre | Hey Violet        | 16 027 / 19 147 (83.7%)         | $618 493      |
| 13 de septiembre de 2015 | West Palm Beach  | Estados Unidos | Coral Sky Amphitheatre               | Hey Violet        | 11 911 / 19 288 (61.7%)         | $440 374      |
| Total                    | Total            | Total          | Total                                | Total             | 782 735 / 959 820 (82%)         | $37 427 794   |

## Recepción

### Reconocimientos y nominaciones
| Año  | Premiación         | Categoría       | Resultado | Ref. |
| ---- | ------------------ | --------------- | --------- | ---- |
| 2015 | Teen Choice Awards | Tour del verano | Nominado  |      |